# 與螂共舞
《與螂共舞》（英語：Meet the Applegates）是一部美國科幻恐怖黑色幽默電影，導演為Michael Lehmann。該電影於1989年在威斯康辛州開拍，但因為所屬電影公司新世界影視的財政危機，直到1991年才正式上映。該電影以辛辣的手法諷刺當時美國社會的種種亂象，贏得觀眾好評。

## 劇情
一個人類家庭在巴西叢林旅遊時受到突變的巨型螳螂襲擊。這支名為「Brazilian Cocorada」的螳螂族群為了報復人類對大自然的濫墾濫伐，遂決定消滅人類。4隻螳螂被指派為間諜，組成「艾比蓋一家」。為了成功融入人類社會，他們偽裝成人類，並閱讀人類雜誌，模仿所謂的「典範家庭」樣貌。
「艾比蓋一家」搬遷到美國俄亥俄州的郊區小鎮，開始滲透任務；可惜事與願違，接二連三的遭遇使原本完美的「典範家庭」瓦解，墮落為美國家庭的「常態」──迪克（ Richard Peter "Dick" Applegate ）與妻子珍（Jane Applegate）感情破裂，在職場有了外遇；珍消費過度淪為卡奴；兒子喬尼（John Richard "Johnny" Applegate）染上毒癮；女兒莎莉（Sally Applegate）在高中被強暴而成為蕾絲邊；就連偽裝成寵物狗的巨大蒼蠅斑點（Spot）也因吸食到大麻煙而露出原形，遭驚恐的鄰居殺死。
就在「艾比蓋一家」的偽裝逐漸暴露，計畫瀕臨覆滅之際，族群派遣畢姑姑（Aunt Bea Cocorada）偽裝成羅福‧卡本特（Ralph Carpenter）的身分前來協助他們。畢姑姑無所不用其極地想消滅人類，不惜摧毀核電廠引發核輻射外洩。「艾比蓋一家」這才發現畢姑姑才是最可怕的敵人，一家人最終阻止畢姑姑的邪惡計畫，殺死畢姑姑並保護了鎮上的人類居民。
劇情尾聲，「艾比蓋一家」回到巴西叢林並成為族群的領導者，試圖透過和平的請願方式與人類政府交涉，達成保護家園的目的。當年的小鎮居民因核輻射而禿頭，而大難不死的畢姑姑仍誓言毀滅世界。

## 角色
- Ed Begley Jr. 飾演 理查·彼得·「迪克」·艾比蓋[5]
- Stockard Channing 飾演 珍·艾比蓋
- Dabney Coleman 飾演 畢·可可拉達姑姑/羅福·卡本特
- Robert Jayne 飾演 喬治·理查·「喬尼」·艾比蓋
- Camille Cooper 飾演 莎莉·艾比蓋
- Glenn Shadix 飾演 桂格利·「桂格」·桑松（Gregory "Greg" Samson）
- Susan Barnes 飾演 歐波·威瑟（Opal Withers）
- Roger Aaron Brown 飾演 雪莉·海德格（Sheriff Heidegger）
- Lee Garlington 飾演 妮塔·桑松（Nita Samson）